# Pont-sur-Sambre
Pont-sur-Sambre är en kommun i departementet Nord i regionen Hauts-de-France i norra Frankrike. Kommunen ligger i kantonen Berlaimont som tillhör arrondissementet Avesnes-sur-Helpe. År 2022 hade Pont-sur-Sambre 2 387 invånare.

## Befolkningsutveckling
Antalet invånare i kommunen Pont-sur-Sambre
| Referens: INSEE |